# Lea Meier
Lea Meier (* 2. März 2001 in Schiers, Kanton Graubünden) ist eine Schweizer Biathletin. Sie wurde 2020 Jugendweltmeisterin und startet seit 2022 regelmässig im Weltcup.

## Sportliche Laufbahn
Lea Meier begann mit dem Biathlonsport im Jahr 2014, nachdem sie schon zwei Jahre Skilanglauf betrieben hatte. Ihr internationales Debüt gab sie im Dezember 2018, als sie erste Wettkämpfe im IBU-Junior-Cup bestritt. Im folgenden Februar gewann sie beim Olympischen Jugendfestival in Sarajevo zwei Silbermedaillen. In der Saison 2019/20 hatte die Schweizerin großen Erfolg, so erzielte sie einen Podestplatz und siegte zweimal mit der Mixedstaffel im Juniorcup. Ihr größter Triumph war aber der Gewinn der Goldmedaille im Einzel bei den Heim-Jugendweltmeisterschaften in der Lenzerheide. Mit Beginn des Winters 2020/21 folgte der Wechsel in den IBU-Cup, zudem nahm sie an den Europameisterschaften im polnischen Duszniki-Zdrój teil. Im Verlauf der Saison gelangen Meier mehrmals Platzierungen in den Punkterängen, als bester Rang stach dabei ein 14. Platz im Sprint von Obertilliach heraus. Bei der Junioren-WM 2021 lief sie im Sprint auf den fünften Rang. Im nächsten Winter verpasste sie in Obertilliach mit Elisa Gasparin, Jeremy Finello und Joscha Burkhalter einen Podiumsplatz nur knapp, zudem erzielte sie mit Rang 7 ihr bis heute bestes Individualresultat im IBU-Cup. Dies führte dazu, dass Meier beim Sprintrennen von Oberhof ihr Weltcupdebüt gab, wo die Schweizerin nach einem Schiessfehler 67. wurde. Bei der saisonschliessenden Junioren-WM in Soldier Hollow, Utah wurde Meier in der Verfolgung ein weiteres Mal Fünfte.
Mit Beginn der Saison 2022/23 war Meier erstmals Teil des regulären Weltcupkaders. Beim Auftakt in Kontiolahti wurde sie im Einzel 58., zudem erreichte sie ihr erstes Verfolgungsrennen auf der höchsten Ebene. Beim folgenden Weltcup in Hochfilzen folgte ihr erster Staffeleinsatz, der an der Seite von Elisa und Aita Gasparin sowie Lena Häcki-Groß im Ziel Rang sechs ergab. Auf der Pokljuka errang die Schweizerin Anfang 2023 durch einen 32. Platz im Sprint und einen 24. Platz in der anschliessenden Verfolgung ihre ersten Weltcuppunkte, in Antholz bekam sie einen weiteren Staffeleinsatz und wurde Siebte.

## Persönliches
Lea Meier ist im Prättigau aufgewachsen und besuchte die Handelsmittelschule am Sportgymnasium Davos, welche sie 2021 abschloss. Meier lebt in der Lenzerheide.

## Statistiken

### Weltcupplatzierungen
Die Tabelle zeigt alle Platzierungen (je nach Austragungsjahr einschliesslich Olympische Spiele und Weltmeisterschaften).
- 1.–3. Platz: Anzahl der Podiumsplatzierungen
- Top 10: Anzahl der Platzierungen unter den ersten zehn (einschliesslich Podium)
- Punkteränge: Anzahl der Platzierungen innerhalb der Punkteränge (einschliesslich Podium und Top 10)
- Starts: Anzahl gelaufener Rennen in der jeweiligen Disziplin
- Staffel: inklusive Mixed- und Single-Mixed-Staffeln

| Platzierung               | Einzel | Sprint | Verfolgung | Massenstart | Staffel | Gesamt |
| ------------------------- | ------ | ------ | ---------- | ----------- | ------- | ------ |
| 1. Platz                  |        |        |            |             |         |        |
| 2. Platz                  |        |        |            |             |         |        |
| 3. Platz                  |        |        |            |             |         |        |
| Top 10                    |        |        |            |             | 2       | 2      |
| Punkteränge               |        | 1      | 1          |             | 2       | 4      |
| Starts                    | 2      | 5      | 3          |             | 2       | 12     |
| Stand: Saisonende 2022/23 |        |        |            |             |         |        |

### Juniorenweltmeisterschaften
Ergebnisse bei den Jugend- und Juniorenweltmeisterschaften:
| Weltmeisterschaften | Weltmeisterschaften | Einzelwettbewerbe | Einzelwettbewerbe | Einzelwettbewerbe | Staffelwettbewerbe | Staffelwettbewerbe |
| Jahr                | Ort                 | Einzel            | Sprint            | Verfolgung        | Damenstaffel       | Mixedstaffel       |
| ------------------- | ------------------- | ----------------- | ----------------- | ----------------- | ------------------ | ------------------ |
| 2020                | Lenzerheide         | 1.                | 10.               | 14.               | 9.                 | nicht ausgetragen  |
| 2021                | Obertilliach        | 17.               | 5.                | 16.               | 7.                 | nicht ausgetragen  |
| 2022                | Soldier Hollow      | 23.               | 8.                | 5.                | 7.                 | nicht ausgetragen  |
| 2023                | Schtschutschinsk    | 11.               | 28.               | 29.               | –                  | 11.                |

### Junior-Cup-Siege
| Nr. | Datum         | Ort      | Disziplin              |
| --- | ------------- | -------- | ---------------------- |
| 1.  | 15. Dez. 2019 | Pokljuka | Mixedstaffel 1         |
| 2.  | 18. Dez. 2019 | Martell  | Single-Mixed-Staffel 2 |